# Наум (Димитров)
Митрополи́т Нау́м (в миру Наум Андонов Димитров; 19 октября 1968, Варна) — епископ Болгарской православной церкви, митрополит Русенский.

## Биография
Окончил Техникум общественного питания имени профессора доктора Асена Златарова.
Отслужив в армии, в 1989 году поступил в Софийскую духовную семинарию святого Иоанна Рыльского, затем — на Богословский факультет Софийского университета святого Климента Охридского, который закончил в 1994 году.
22 декабря 1990 года епископом Браницким Герасимом пострижен в монашество по благословению митрополита Варненского и Великопреславского Кирилла в монастыре святых Петра и Павла в селе Златар близ Шумена.
В 1991 году в кафедральном соборе Успения Богородицы в Варне митрополитом Кириллом был рукоположён во иеродиакона.
27 июля 1992 года в храме святой Параскевы в Варне митрополитом Кириллом рукоположён во иеромонаха.
С 10 сентября 1992 до 15 июня 1996 год — эфимерий и преподаватель Пловдивской духовной семинарии святых Кирилла и Мефодия.
С февраля по май 1997 году проходил специализацию в Греции, изучал жизнь Элладской церкви.
1 июня 1997 года был назначен приходским священником в город Великий Преслав.
20 декабря 1998 года храме святого архангела Михаила в Великом Преславе митрополитом Кириллом был возведён в сан архимандрита.
1 апреля 2004 года решением Священного Синода Болгарской Православной Церкви был назначен главным секретарём Священного Синод и председателем настоятельства патриаршего кафедрального храма-памятника святого Александра Невского.
17 марта 2007 года в патриаршем Александро-Невском кафедральном соборе хиротонисан во епископа Стобийского, викария Софийской епархии. Хиротонию совершили: Патриарх Болгарский Максим, митрополит Врачанский Каллиник (Александров), митрополит Сливенский Иоанникий (Неделчев), митрополит Видинский Дометиан (Топузлиев), митрополит Варненский и Великопреславский Кирилл (Ковачев), митрополит Великотырносвский Григорий (Узунов), митрополит Неврокопский Нафанаил (Калайджиев), митрополит Плевенский Игнатий (Димов), митрополит Ловчанский Гавриил (Динев), митрополит Доростольский Иларион (Цонев), митрополит Пловдивский Николай (Севастиянов), епископ Адрианопольский Евлогий (Стамболджиев), епископ Девольский Феодосий (Купичков) и епископ Маркианопольский Константин (Петров).
В Болгарской прессе считался одним из наиболее вероятных кандидатов на занятие овдовевшей после смерти митрополита Кирилла Варненской кафедры. В его пользу говорит то, что он сам родом из Варненской епархии, долго здесь служил и входил в ближайшее окружение митрополита Кирилла.
23 марта 2014 года избран митрополитом Русенским.